# Internationale Union Muslimischer Gelehrter

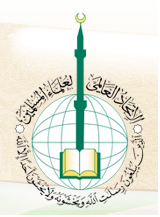
Emblem

Die Internationale Union Muslimischer Gelehrter (arabisch الاتحاد العالمي لعلماء المسلمين, DMG al-Ittiḥād al-ʿĀlamī li-ʿUlamāʾ al-Muslimīn, englisch International Union of Muslim Scholars; Abk. IUMS) ist eine internationale pan-islamische Nichtregierungsorganisation, deren Gründungskonferenz 2004 in London stattfand.
Ihr Hauptsitz befand sich bis April 2012 am Islamischen Kulturzentrum von Irland (ICCI) in Dublin. Gemäß dem evangelischen Institut für Islamfragen (IfS) befindet sich deren Hauptsitz nun in Doha, Katar.

## Positionen
2007 unterschrieb der damalige Generalsekretär den offenen Brief Ein gemeinsames Wort zwischen uns und euch mit insgesamt 138 weiteren muslimischen Gelehrten an die Führer christlicher Kirchen. Der Brief ruft zum Dialog über Gemeinsamkeiten der Religionen auf.

## Kritik an der Internationalen Union Muslimischer Gelehrter
Vor allem die fehlende Abgrenzung zu der Ideologie der Taliban lässt die Internationale Union Muslimischer Gelehrter in Deutschland in diffusem Licht erscheinen. Der stellvertretender Leiter des Zentrums für Islamische Theologie an der Universität Münster, Milad Karimi, beklagt die fehlende klare Zurückweisung gegenüber den Taten und Gesinnungen der Taliban.